# 岑嘉評
岑嘉評（Kar-Ping Shum；1940年1月2日—2023年6月8日）是香港中文大學數學系的前講座教授，專長於代數及半群理論。岑嘉評有「香港數學奧林匹克之父」的美譽，曾在1985年成立國際奧數香港委員會，但他更為人所認識的身份，卻是香港著名文人兼電台節目主持岑逸飛的長兄，二人年齡相差五年。曾任香港高等院校教職員會聯會(高教聯)主席，多次關注香港大專教職員待遇議題。2003年，岑嘉評榮獲行政長官社區服務獎狀。2017年，岑嘉評獲頒二○一六年度保羅‧埃爾德斯數學大獎（ ），是香港首位獲此殊榮的學者。

## 生平
岑嘉評出生寒微。自己在澳門讀小學及初中；來到香港之後在其父任教的培僑中學讀高中，同時在好友「綁架」之下一同讀工專夜校，即使後來岑嘉評考入浸會書院後還持續了數年。這數年間的大專生涯令岑嘉評儘管未有任何學位而只有一堆證書及文憑，不過英国的利兹大学數學系系主任Harold Stanley Ruse被他的資歷打動，覺得他有潛質，即使當時英國的大學規定申請讀研要有大學的二級甲等榮譽以上學位，仍然讓他獲破格取錄修讀數學碩士，並研究微分幾何。及後Ruse生病，他轉為作Harold Douglas Ursell的學生，做數學分析，跟隨Ursell往加拿大的卡爾加里大學，Ursell中風離世後，他轉為跟從阿爾伯塔大學的胡章成讀博士，解決Ursell的一篇文章中關於拓撲半群的問題，在1971年取得博士學位。
1971年，岑嘉評開始於香港中文大學數學系任教，直至2007年退休。岑教授於學術界備受尊敬，是中國科學院《代數集刊》、德國波茨坦大學《亞歐數學學報》，以及在英國倫敦出版的《半群理論及應用學報》等創刊人之一，曾發表近四百篇有關代數方面的論文。他也曾擔任多屆香港數學學會會長和東南亞數學會會長。他接待過不少中國大陸數學家訪問香港。1981年，數學家王元受他邀請訪問香港，及在菲律賓舉行的東南亞數學會會議作全會報告。
約在2011年，岑嘉評首次中風，昏迷25小時，醒後不能行走及言語，幾乎喪命，經歷一年針灸療程才康復。之後他完全戒除煙酒，不過仍然常常工作到深夜。2016年，他一面忙着籌辦國際數學奧賽時，一面還要照顧患癌症的妻子，妻子不久後病逝。他擔任雲南大學數學所名譽所長時，每年常常往雲南大學，參與收生工作，及和博士生交流。
2023年6月8日星期日，平日由印傭照顧的岑嘉評由於家傭放假，在突然遭遇中風後失救而致死，享年84歲。
岑嘉評喜歡作詩，經常賦詩送贈他人。王元院士曾提筆寫了岑嘉評一首詩，送贈葉劉淑儀。

## 引入數學奧賽艱苦經營
1985年，他擔任香港數學學會會長時，創立國際數學奧林匹克香港委員會，生前一直擔任主席，負責培訓及選拔香港隊參加國際數學奧林匹克（IMO）等數學競賽，也曾在1994年及2016年兩次主辦IMO。（此前香港雖然也有數學競賽，但是形式和程度都與IMO相差巨大。）由於香港政府長期不予支持，社會也毫不關心，委員會須獨自籌募經費。1988年，因為港英政府不資助香港隊首次比賽赴澳大利亞的旅費，他偶然路過黃大仙祠，入內向居士求助，竟然獲對方幫助，香港隊才能順利出賽。2002年，他曾表示，其他國家及地區都大力支持數學教育，競賽成績逐漸進步，反而香港隊是IMO的各國家及地區中，唯一沒有得到政府資助的代表隊，2001年香港教育署才開始資助隊員比賽的機票費用，因此縱然1989年獲得隊伍總分第17名佳績，但之後再無突破。他指出若沒有數學作為基礎，必定損害香港的科技發展。同年年中，香港隊獲得首面IMO金牌，卻被丘成桐再度指數學奧賽「無助培養數學人才」。岑嘉評以委員會主席身份反駁稱，數學競賽能創造機會，讓尖子表現自己，從而發掘數學人才，至於他們是否能成為大數學家，除了努力外也要看機遇，而其實不少IMO得獎者後來也成為知名數學家。
2000年代中香港資優教育學苑成立，協助培訓尖子，情況才見改善。不過政府與社會仍然對栽培數理尖子反應冷淡，與中國內地高度重視數學拔尖對比懸殊。中國香港2016年第二次主辦IMO，開支需要逾一千萬港元，但是香港教育局只資助了300萬元，競賽因經費不足被迫縮減規模。起初預計香港主辦賽事需要三千萬元，教育局更想過放棄主辦權，被菲律賓官員挑釁稱，如果香港沒錢，他們願意接手主辦。岑嘉評慨歎在籌辦競賽時，他用了超過一半時間於籌款，更嘗盡富豪、著名銀行和企業的白眼。

## 爭取大專院校教職員權益
香港高等院校教職員會聯會（高教聯），1996年創立，代表香港超過一萬名大專院校教職員。自從高教聯創立開始，岑嘉評就擔任主席，一直關注高等院校教職員的權益。
2002年10月，時任教育統籌局局長李國章，忽然拋出「中大科大合併」言論，岑嘉評批評他事前未向兩校教職員諮詢，而他的「先禮後兵」說法，是向教職員施壓。岑嘉評以高教聯主席身份發出公開信，要求他收回言論及道歉。2002年，香港政府打算按大學教育資助委員會的「宋達能報告」建議，將大學教職員薪酬與公務員脫鉤，及大幅削減大學撥款。自2001年消息傳出後，即引發教職員強烈反對。岑嘉評指這樣會造成熱門科系教職員薪酬上升，而較冷門的數學、人文學系薪酬下降，打擊教職員士氣。高教聯發起連串抗議行動，2002年2月收集五千名教職員聯署，同年6月在立法會外示威，2003年3月發起遊行。同年9月高教聯15名成員，上北京向國務院港澳辦申訴香港的教育政策及拜訪國家教育部，岑嘉評指考察時發覺內地高等教育在進步，反倒香港的高等教育在「開倒車」，使兩地水平差距擴大。2004年2月，高教聯與李國章商討大學削資，雙方不歡而散，李國章指高教聯代表只顧個人利益，被岑嘉評斥責他說謊，指出時任財政司司長唐英年稱讚高教聯的削資反建議，李國章卻唱反調，又指李國章在任上使大學資源錯配，應該負責，並強調高教聯不是反政府，是反李國章，作為工會應為成員爭取利益。立法會通過政府的大學削減撥款方案後，教資會的角色，即以資源分配控制大學，干預學術自由，引起高等教育界不滿。岑嘉評促請審視教資會是否有必要存在，因為英國早已廢除教資會，除了香港外，就只有印度和孟加拉仍有教資會。其後，大學強迫教職員減薪及由長工轉為合約制，推出自願離職的裁員方案，許多教職員向高教聯求助。岑嘉評批評大學「人治主導」，調整薪酬過程不透明，員工薪酬全由部門主管決定，但主管無明確任期，他提議要設立跨院校教職員上訴機制，但是後來被八大校長會拒絕。2005年9月，岑嘉評再次率領高教聯代表上北京，向中央表達不滿香港的大學削減撥款，及請求不論是在內地或香港的大學，同校的內地和香港學生學費都能劃一。2006年1月，浸會大學6名長約教師因為拒絕簽新合約面臨被解僱，經過岑嘉評等高教聯代表與浸大校長吳清輝商討後，浸大同意以原條件續聘該6名教師。
岑嘉評也關注香港的博士生出路問題。他指出香港博士生花上數年作研究，但畢業後出路狹窄，職業前途低，薪酬更與大學本科畢業生相差無幾，付出很多卻無回報，令這些人才很難留在香港。他認為政府只提供獎學金對他們無甚幫助，應該為他們營造優良的就業前景。

### 批評大學成為反中亂港溫床
在違法佔中事件結束後，岑嘉評指出香港的大學一直受英國勢力控制，兩個身為大學教員的策劃者是在英美受教育，與中國關係疏離，一些大學教師有「居英權」，自恃有英國撐腰，他們留在香港是隱患。回歸前幾年，港英政府大幅提高大專院校教師薪資，比英國、澳大利亞、加拿大的大學還高，造成不少教職員懷念英國管治。他又批評大學只顧追逐排名，卻不關注畢業生的前途問題，特別是自資副學士學生，雖交了大筆學費，卻面對求職困難，令他們對社會充滿怨氣。他又指中小學教師大多數是港英時代的師範學院所訓練出來，他們對國家冷漠，培養出無國家觀念的年青學生，而大學被迫接受這些學生。凡此都是英國給高教界埋下的「炸彈」。岑嘉評又怒斥香港大學學生會刊物煽動與其他勢力一起「搞獨立」，是「叛國賊」想法，反映教育有重大問題，學生不懂中國近代的屈辱歷史，也不知道香港倚靠中國內地才得以發展。他強調學術自由是指學者可以不受政府指使而做自己想做的研究，但是前提是研究必須是正當的。他狠批戴耀廷之流以學術自由為幌子搞「港獨」，是偏激的學術歪論，放諸世界都不會容許，批評港大的懲罰過輕，並嚴斥港大學生會會長馮敬恩帶頭暴力衝擊校委會會議，又在新生入學禮發言煽動學生發動「戰爭」，完全是無理取鬧。岑嘉評指出院校自主不是「學生自主」，馮發動學生作無謂的抗議，已違反學生會會長職責，港大應撤消其校委職銜。岑嘉評並批評大學引入學生對教師評分的制度，已經被學生用作「武器」，不少大學教師因害怕被學生壓低評分，被迫為參與「佔中」罷課的學生補課，拖累教學進度，損害教學質素。他認為大學應取消學生評分，恢復專業評審制度。他又讚賞浸大校長陳新滋拒絕頒發畢業證書給在畢業典禮上舉黃傘示威的學生，是明辨是非的表現，大學教師應該不懼怕被學生「批鬥」，敢於駁斥歪理。

## 榮譽
岑嘉評教授於2002年獲白俄罗斯的戈梅利州立大學榮譽數學博士學位；在2011年起兼職中华人民共和国云南大学數學研究所的名譽所長。

## 外部連結
- 岑嘉評在數學譜系計畫的資料。